# Guatteria choroniensis
Guatteria choroniensis este o specie de plante angiosperme din genul Guatteria, familia Annonaceae, descrisă de Tamayo. Conform Catalogue of Life specia Guatteria choroniensis nu are subspecii cunoscute.